# Vedanga
Los Vedanga (‘miembros del Veda’) son seis disciplinas auxiliares para la comprensión de los Vedas:
- Siksa: fonética y fonología (sandhi)
- Chandas: métrica poética
- Viakarana: gramática
- Nirukta: etimología
- Yiotisha: astrología y astronomía. Relacionado con los días favorables para realizar sacrificios.
- Kalpa: rituales

Las Vedanga se mencionan por primera vez en la Mundaka-upanishad, como observancias que debían tener en cuenta los estudiantes de los Vedas.
Más tarde se desarrollaron como disciplinas independientes, cada una con su propio corpus de sutras (textos en verso).